# ترکیب تیم‌های جام ملت‌های آسیا ۲۰۰۴
این مقاله فهرستی از ترکیب‌های تیم‌های حاضر در تورنمنت جام ملت‌های آسیای ۲۰۰۴ است که از ۱۷ ژوئیه تا ۷ اوت سال ۲۰۰۴ در چین برگزار شد.

## گروه A

### بحرین
سرمربی:  سرچکو یوریچیچ
| شماره | جایگاه    | بازیکن                            | تاریخ تولد/سن            | بازی‌های ملی | باشگاه                       |
| ----- | --------- | --------------------------------- | ------------------------ | ----------- | ---------------------------- |
| ۱     | دروازه‌بان | Abdulrahman Abdulkarim            | ۱۳ مه ۱۹۸۰ (۲۴ سال)      |             | باشگاه فوتبال النجمه بحرین   |
| ۲     | مدافع     | محمد حسین                         | ۳۱ ژوئیه ۱۹۸۰ (۲۳ سال)   |             | باشگاه فوتبال الاهلی (منامه) |
| ۵     | مدافع     | Hassan Al Mosawi                  | ۲۱ سپتامبر ۱۹۸۴ (۱۹ سال) |             | باشگاه فوتبال منامه          |
| ۶     | مدافع     | Ghazi Al Kawari                   | ۱۹ مه ۱۹۷۷ (۲۷ سال)      |             | باشگاه ورزشی الاهلی قطر      |
| ۷     | هافبک     | Sayed Mahmood Jalal               | ۵ نوامبر ۱۹۸۰ (۲۳ سال)   |             | باشگاه ورزشی المحرق          |
| ۸     | هافبک     | راشد الدوسری                      | ۲۴ مارس ۱۹۷۸ (۲۶ سال)    |             | باشگاه فوتبال العربی قطر     |
| ۹     | مهاجم     | حسین علی (بازیکن فوتبال)          | ۳۱ دسامبر ۱۹۸۱ (۲۲ سال)  |             | باشگاه ورزشی الریان          |
| ۱۰    | هافبک     | Mohamed Salmeen                   | ۴ نوامبر ۱۹۸۰ (۲۳ سال)   |             | باشگاه فوتبال العربی قطر     |
| ۱۱    | مدافع     | فیصل عبدالعزیز (کاپیتان (فوتبال)) | ۸ ژانویه ۱۹۶۸ (۳۶ سال)   |             | باشگاه ورزشی المحرق          |
| ۱۲    | مدافع     | Mohamed Juma                      | ۱۳ دسامبر ۱۹۷۳ (۳۰ سال)  |             | Busaiteen Club               |
| ۱۳    | هافبک     | طلال یوسف                         | ۲۴ فوریه ۱۹۷۵ (۲۹ سال)   |             | باشگاه ورزشی الکویت          |
| ۱۴    | مدافع     | سلمان عیسی                        | ۱۲ ژوئیه ۱۹۷۷ (۲۷ سال)   |             | باشگاه ورزشی الرفاع          |
| ۱۵    | هافبک     | Saleh Farhan                      | ۱ ژانویه ۱۹۸۱ (۲۳ سال)   |             | باشگاه ورزشی القطر           |
| ۱۶    | مدافع     | سید محمد عدنان                    | ۵ فوریه ۱۹۸۳ (۲۱ سال)    |             | باشگاه ورزشی الخور           |
| ۱۷    | مدافع     | حسین علی بابا                     | ۱۱ فوریه ۱۹۸۲ (۲۲ سال)   |             | باشگاه ورزشی الرفاع          |
| ۱۹    | مهاجم     | Mohamed Jaffar                    | ۱۳ نوامبر ۱۹۷۹ (۲۴ سال)  |             | باشگاه ورزشی المحرق          |
| ۲۰    | مدافع     | عادل عباس                         | ۲۴ اکتبر ۱۹۸۲ (۲۱ سال)   |             | باشگاه فوتبال منامه          |
| ۲۱    | دروازه‌بان | محمد جعفر                         | ۲۵ اوت ۱۹۸۵ (۱۸ سال)     |             | باشگاه ورزشی مالکیه          |
| ۲۲    | دروازه‌بان | علی سعید عبدالله                  | ۲۴ سپتامبر ۱۹۷۹ (۲۴ سال) |             | باشگاه فوتبال الاهلی (منامه) |
| ۲۳    | مهاجم     | دعیج ناصر                         | ۱۸ ژانویه ۱۹۸۳ (۲۱ سال)  |             | باشگاه ورزشی الشمال          |
| ۲۹    | هافبک     | محمدحوبیل                         | ۲۳ ژوئن ۱۹۸۱ (۲۳ سال)    |             | باشگاه ورزشی الغرافه         |
| ۳۰    | مهاجم     | علاء حبیل                         | ۲۵ ژوئن ۱۹۸۲ (۲۲ سال)    |             | باشگاه ورزشی الغرافه         |

### جمهوری خلق چین
سرمربی:  آری هان
| شماره | جایگاه    | بازیکن                      | تاریخ تولد/سن            | بازی‌های ملی | باشگاه                              |
| ----- | --------- | --------------------------- | ------------------------ | ----------- | ----------------------------------- |
| ۱     | دروازه‌بان | Liu Yunfei                  | ۸ مه ۱۹۷۹ (۲۵ سال)       | ۱۷          | باشگاه فوتبال تیانجین تدا           |
| ۳     | مدافع     | Sun Xiang                   | ۱۵ ژانویه ۱۹۸۲ (۲۲ سال)  | ۶           | باشگاه فوتبال شانگهای گرینلند شنهوآ |
| ۴     | مدافع     | Zhang Yaokun                | ۱۷ آوریل ۱۹۸۱ (۲۳ سال)   | ۲           | باشگاه فوتبال دالیان هایچانگ        |
| ۵     | هافبک     | ژنگ ژی                      | ۲۰ اوت ۱۹۸۰ (۲۳ سال)     | ۲۰          | باشگاه فوتبال شنژن                  |
| ۶     | هافبک     | شاورجایایی                  | ۱۰ آوریل ۱۹۸۰ (۲۴ سال)   | ۱۷          | باشگاه فوتبال مونیخ ۱۸۶۰            |
| ۷     | هافبک     | سان جیهای                   | ۳۰ سپتامبر ۱۹۷۷ (۲۶ سال) | ۶۲          | باشگاه فوتبال منچستر سیتی           |
| ۸     | مهاجم     | Zheng Bin                   | ۴ ژوئیه ۱۹۷۷ (۲۷ سال)    | ۱۶          | باشگاه فوتبال شنژن                  |
| ۹     | مهاجم     | هائو هایدونگ                | ۲۵ اوت ۱۹۷۰ (۳۳ سال)     | ۹۳          | باشگاه فوتبال دالیان هایچانگ        |
| ۱۱    | مهاجم     | Li Yi                       | ۲۰ ژوئن ۱۹۷۹ (۲۵ سال)    | ۱۸          | باشگاه فوتبال شنژن                  |
| ۱۲    | مدافع     | Wei Xin                     | ۱۸ آوریل ۱۹۷۷ (۲۷ سال)   | ۲۰          | باشگاه فوتبال چونگ‌کینگ دنگ‌دای لیفان |
| ۱۳    | مدافع     | شو یونلونگ                  | ۱۷ فوریه ۱۹۷۹ (۲۵ سال)   | ۴۴          | باشگاه فوتبال بیجینگ گوان           |
| ۱۴    | مدافع     | لی ویفنگ (کاپیتان (فوتبال)) | ۱ دسامبر ۱۹۷۸ (۲۵ سال)   | ۷۰          | باشگاه فوتبال شنژن                  |
| ۱۵    | هافبک     | ژائو جونژه                  | ۱۹ آوریل ۱۹۷۹ (۲۵ سال)   | ۳۷          | باشگاه فوتبال لیائونینگ             |
| ۱۶    | مدافع     | Ji Mingyi                   | ۱۵ دسامبر ۱۹۸۰ (۲۳ سال)  | ۵           | باشگاه فوتبال دالیان هایچانگ        |
| ۱۸    | هافبک     | لی ژیائوپنگ (بازیکن فوتبال) | ۲۰ ژوئن ۱۹۷۵ (۲۹ سال)    | ۳۷          | باشگاه فوتبال شاندونگ لیونگ         |
| ۱۹    | مهاجم     | Zhang Shuo                  | ۱۷ سپتامبر ۱۹۸۳ (۲۰ سال) | ۹           | باشگاه فوتبال تیانجین تدا           |
| ۲۱    | هافبک     | Li Ming                     | ۲۶ ژانویه ۱۹۷۱ (۳۳ سال)  | ۷۸          | باشگاه فوتبال دالیان هایچانگ        |
| ۲۲    | هافبک     | Yan Song                    | ۲۰ مارس ۱۹۸۱ (۲۳ سال)    | ۵           | باشگاه فوتبال دالیان هایچانگ        |
| ۲۳    | دروازه‌بان | Li Jian                     | ۹ دسامبر ۱۹۷۷ (۲۶ سال)   | ۶           | باشگاه فوتبال چونگ‌کینگ دنگ‌دای لیفان |
| ۲۵    | هافبک     | Zhou Haibin                 | ۱۹ ژوئیه ۱۹۸۵ (۱۸ سال)   | ۱۵          | باشگاه فوتبال شاندونگ لیونگ         |
| ۲۷    | مدافع     | Zhou Ting                   | ۵ فوریه ۱۹۷۹ (۲۵ سال)    | ۱۱          | Qingdao Zhongneng                   |
| ۲۹    | مهاجم     | Li Jinyu                    | ۶ ژوئیه ۱۹۷۷ (۲۷ سال)    | ۴۱          | باشگاه فوتبال شاندونگ لیونگ         |

### اندونزی
سرمربی:  Ivan Venkov Kolev
| شماره | جایگاه    | بازیکن                             | تاریخ تولد/سن            | بازی‌های ملی | باشگاه                       |
| ----- | --------- | ---------------------------------- | ------------------------ | ----------- | ---------------------------- |
| ۱     | دروازه‌بان | Hendro Kartiko                     | ۲۴ آوریل ۱۹۷۳ (۳۱ سال)   | ۴۶          | Persebaya Surabaya           |
| ۲     | هافبک     | Agung Setyabudi (کاپیتان (فوتبال)) | ۲ نوامبر ۱۹۷۲ (۳۱ سال)   | ۴۴          | PSIS Semarang                |
| ۳     | هافبک     | Alexander Pulalo                   | ۸ مه ۱۹۷۳ (۳۱ سال)       | ۶           | باشگاه فوتبال پرسیب باندونگ  |
| ۴     | هافبک     | Ismed Sofyan                       | ۲۸ اوت ۱۹۷۹ (۲۴ سال)     | ۲۵          | باشگاه فوتبال پرسیجا جاکارتا |
| ۵     | مدافع     | Aples Gideon Tecuari               | ۲۱ آوریل ۱۹۷۳ (۳۱ سال)   | ۲۹          | باشگاه فوتبال پرسیجا جاکارتا |
| ۶     | مدافع     | Warsidi Ardi                       | ۲۲ اوت ۱۹۷۹ (۲۴ سال)     | ۱۸          | باشگاه فوتبال پرسیجا جاکارتا |
| ۷     | مهاجم     | Jaenal Ichwan                      | ۱ مه ۱۹۷۷ (۲۷ سال)       | ۳           | Deltras Sidoarjo             |
| ۸     | مهاجم     | Elie Aiboy                         | ۲۰ آوریل ۱۹۷۹ (۲۵ سال)   | ۱۹          | باشگاه فوتبال پرسیجا جاکارتا |
| ۹     | مهاجم     | Aliyuddin                          | ۷ مه ۱۹۸۰ (۲۴ سال)       | ۱           | Persikota Tangerang          |
| ۱۱    | هافبک     | Ponaryo Astaman                    | ۲۵ سپتامبر ۱۹۷۹ (۲۴ سال) | ۲۴          | باشگاه فوتبال پی‌اس‌ام ماکاسار |
| ۱۲    | دروازه‌بان | Yandri Pitoy                       | ۱۵ ژانویه ۱۹۸۱ (۲۳ سال)  | ۹           | Persikota Tangerang          |
| ۱۳    | هافبک     | Budi Sudarsono                     | ۱۹ سپتامبر ۱۹۷۹ (۲۴ سال) | ۱۶          | باشگاه فوتبال پرسیجا جاکارتا |
| ۱۴    | هافبک     | Syamsul Chaeruddin                 | ۹ فوریه ۱۹۸۳ (۲۱ سال)    | ۱۴          | باشگاه فوتبال پی‌اس‌ام ماکاسار |
| ۱۷    | مدافع     | Harry Saputra                      | ۱۲ ژوئن ۱۹۸۱ (۲۳ سال)    | ۱۸          | Persikota Tangerang          |
| ۱۸    | مدافع     | Firmansyah                         | ۷ آوریل ۱۹۸۰ (۲۴ سال)    | ۱۳          | Persikota Tangerang          |
| ۲۰    | مهاجم     | Bambang Pamungkas                  | ۱۰ ژوئن ۱۹۸۰ (۲۴ سال)    | ۲۱          | باشگاه فوتبال پرسیجا جاکارتا |
| ۲۱    | مهاجم     | Rochy Putiray                      | ۲۶ ژوئن ۱۹۷۰ (۳۴ سال)    | ۲۱          | باشگاه ورزشی کیتچی           |
| ۲۲    | مهاجم     | Agus Indra Kurniawan               | ۲۷ فوریه ۱۹۸۲ (۲۲ سال)   | ۱           | باشگاه فوتبال پرسیجا جاکارتا |
| ۲۳    | مدافع     | Hamka Hamzah                       | ۹ ژانویه ۱۹۸۴ (۲۰ سال)   | ۰           | Persik Kediri                |
| ۲۴    | مدافع     | Maman Abdurahman                   | ۱۲ مه ۱۹۸۲ (۲۲ سال)      | ۰           | Persijatim Solo FC           |
| ۲۵    | هافبک     | Amir Yusuf Pohan                   | ۱۴ سپتامبر ۱۹۷۱ (۳۲ سال) | ۰           | PSPS Pekanbaru               |
| ۳۰    | دروازه‌بان | I Komang Putra                     | ۵ مه ۱۹۷۲ (۳۲ سال)       | ۱۱          | PSIS Semarang                |

### قطر
سرمربی:  فیلیپ تروسیه
| شماره | جایگاه    | بازیکن                          | تاریخ تولد/سن            | بازی‌های ملی | باشگاه                   |
| ----- | --------- | ------------------------------- | ------------------------ | ----------- | ------------------------ |
| ۲     | هافبک     | وسام رزق                        | ۲۵ فوریه ۱۹۸۱ (۲۳ سال)   |             | باشگاه ورزشی السد        |
| ۳     | مدافع     | عبدالرحمن مصبح                  | ۷ فوریه ۱۹۸۴ (۲۰ سال)    |             | باشگاه ورزشی الریان      |
| ۵     | هافبک     | عزت جدوع                        | ۱۶ ژانویه ۱۹۸۳ (۲۱ سال)  |             | باشگاه ورزشی السد        |
| ۶     | مدافع     | نایف الخاطر                     | ۱۰ مه ۱۹۷۸ (۲۶ سال)      |             | باشگاه ورزشی الوکره      |
| ۷     | هافبک     | احمد محمد موسی                  | ۷ اکتبر ۱۹۸۲ (۲۱ سال)    |             | باشگاه ورزشی الوکره      |
| ۸     | مدافع     | سعد الشمری                      | ۲۳ ژانویه ۱۹۸۴ (۲۰ سال)  |             | باشگاه فوتبال اسبیرگ     |
| ۹     | مهاجم     | سید علی البشیر                  | ۶ سپتامبر ۱۹۸۲ (۲۱ سال)  |             | باشگاه فوتبال العربی قطر |
| ۱۰    | مهاجم     | ولید حمزه                       | ۷ سپتامبر ۱۹۸۲ (۲۱ سال)  |             | باشگاه فوتبال العربی قطر |
| ۱۲    | هافبک     | ماجد محمد                       | ۱ اکتبر ۱۹۸۵ (۱۸ سال)    |             | باشگاه ورزشی السیلیه     |
| ۱۳    | مهاجم     | علی مجبل فرطوس                  | ۱۷ ژوئن ۱۹۸۲ (۲۲ سال)    |             | باشگاه ورزشی الوکره      |
| ۱۴    | مدافع     | سعود فتح                        | ۱۶ اوت ۱۹۸۰ (۲۳ سال)     |             | باشگاه ورزشی الغرافه     |
| ۱۵    | هافبک     | ولید محی الدین                  | ۲۲ مه ۱۹۸۲ (۲۲ سال)      |             | باشگاه ورزشی الخور       |
| ۱۶    | مهاجم     | محمد غلام                       | ۸ نوامبر ۱۹۸۰ (۲۳ سال)   |             | باشگاه ورزشی السد        |
| ۱۷    | هافبک     | جاسم التمیمی (کاپیتان (فوتبال)) | ۱۴ فوریه ۱۹۷۱ (۳۳ سال)   |             | باشگاه ورزشی الوکره      |
| ۱۹    | مدافع     | سلمان مصبح                      | ۲۷ اوت ۱۹۸۰ (۲۳ سال)     |             | باشگاه ورزشی الریان      |
| ۲۲    | دروازه‌بان | عبدالعزیز علی                   | ۵ ژوئن ۱۹۸۰ (۲۴ سال)     |             | باشگاه ورزشی الغرافه     |
| ۲۳    | هافبک     | Gader Mousa                     | ۱۰ سپتامبر ۱۹۸۲ (۲۱ سال) |             | باشگاه ورزشی الشمال      |
| ۲۵    | مهاجم     | جمال جوهر                       | ۲۶ ژوئیه ۱۹۸۷ (۱۶ سال)   |             | باشگاه ورزشی الاهلی قطر  |
| ۲۷    | مدافع     | معمر عبدالرب                    | ۲۰ اوت ۱۹۸۲ (۲۱ سال)     |             | باشگاه ورزشی القطر       |
| ۲۸    | هافبک     | عبدالعزیز کریم                  | ۱۰ نوامبر ۱۹۷۸ (۲۵ سال)  |             | باشگاه فوتبال العربی قطر |
| ۲۹    | دروازه‌بان | قاسم برهان                      | ۱۵ دسامبر ۱۹۸۵ (۱۸ سال)  |             | باشگاه ورزشی الخور       |
| ۳۰    | مدافع     | بلال محمد                       | ۲ ژوئن ۱۹۸۶ (۱۸ سال)     |             | باشگاه ورزشی الغرافه     |

## گروه B

### اردن
سرمربی:  محمود الجوهری
| شماره | جایگاه    | بازیکن                             | تاریخ تولد/سن            | بازی‌های ملی | باشگاه                      |
| ----- | --------- | ---------------------------------- | ------------------------ | ----------- | --------------------------- |
| ۱     | دروازه‌بان | عامر شفیع                          | ۱۴ فوریه ۱۹۸۲ (۲۲ سال)   |             | Al-Yarmouk                  |
| ۲     | هافبک     | Mustafa Shehdeh                    | ۵ فوریه ۱۹۷۸ (۲۶ سال)    |             | Al-Baqa'a                   |
| ۳     | مدافع     | Khaled Saad                        | ۱۴ نوامبر ۱۹۸۱ (۲۲ سال)  |             | باشگاه الفیصلی (امان)       |
| ۴     | مدافع     | Rateb Al-Awadat                    | ۱۳ اکتبر ۱۹۷۰ (۳۳ سال)   |             | باشگاه الفیصلی (امان)       |
| ۵     | مدافع     | Alaa' Matalqa                      | ۷ اکتبر ۱۹۸۲ (۲۱ سال)    |             | Shabab Al-Hussein           |
| ۶     | مدافع     | Bashar Bani Yaseen                 | ۱ ژوئن ۱۹۷۷ (۲۷ سال)     |             | Al-Hussein Irbid            |
| ۸     | هافبک     | Hassouneh Al-Sheikh                | ۲۶ ژانویه ۱۹۷۷ (۲۷ سال)  |             | باشگاه الفیصلی (امان)       |
| ۹     | مهاجم     | Mahmoud Shelbaieh                  | ۲۰ مه ۱۹۸۰ (۲۴ سال)      |             | باشگاه ورزشی الوحدات        |
| ۱۰    | مهاجم     | Mo'ayyad Salim                     | ۱ آوریل ۱۹۷۶ (۲۸ سال)    |             | باشگاه الفیصلی (امان)       |
| ۱۱    | مهاجم     | Anas Al-Zboun                      | ۲۰ مه ۱۹۸۰ (۲۴ سال)      |             | Al-Hussein Irbid            |
| ۱۲    | دروازه‌بان | Firas Taleb                        | ۱۰ مه ۱۹۷۷ (۲۷ سال)      |             | Al-Baqa'a                   |
| ۱۳    | هافبک     | Qusai Abu Alieh                    | ۲۰ دسامبر ۱۹۷۸ (۲۵ سال)  |             | باشگاه الفیصلی (امان)       |
| ۱۴    | هافبک     | Haitham Al-Shboul                  | ۱۳ نوامبر ۱۹۷۴ (۲۹ سال)  |             | باشگاه الفیصلی (امان)       |
| ۱۶    | مدافع     | Faisal Ibrahim                     | ۲۲ سپتامبر ۱۹۷۶ (۲۷ سال) |             | باشگاه ورزشی الوحدات        |
| ۱۷    | مدافع     | حاتم عقل                           | ۲۱ ژوئن ۱۹۷۸ (۲۶ سال)    |             | باشگاه الفیصلی (امان)       |
| ۱۸    | هافبک     | Abdullah Abu Zema کاپیتان (فوتبال) | ۴ آوریل ۱۹۷۵ (۲۹ سال)    |             | باشگاه ورزشی الوحدات        |
| ۱۹    | هافبک     | حسن عبدالفتاح                      | ۱۷ اوت ۱۹۸۲ (۲۱ سال)     |             | باشگاه ورزشی الوحدات        |
| ۲۰    | مهاجم     | Badran Al-Shagran                  | ۱۹ ژانویه ۱۹۷۴ (۳۰ سال)  |             | باشگاه ورزشی الرمثا         |
| ۲۱    | مهاجم     | Abdel-Hadi Al-Maharmeh             | ۱۵ سپتامبر ۱۹۸۱ (۲۲ سال) |             | باشگاه الفیصلی (امان)       |
| ۲۲    | دروازه‌بان | Issa Mahad                         | ۱۹ اوت ۱۹۷۱ (۳۲ سال)     |             | باشگاه فوتبال الاهلی (امان) |
| ۲۳    | هافبک     | Amer Deeb                          | ۴ فوریه ۱۹۸۰ (۲۴ سال)    |             | باشگاه ورزشی الوحدات        |
| ۲۴    | مهاجم     | Awad Ragheb                        | ۵ مارس ۱۹۸۲ (۲۲ سال)     |             | باشگاه ورزشی الوحدات        |

### کویت
سرمربی:  Mohammed Ibrahem
| شماره | جایگاه    | بازیکن                          | تاریخ تولد/سن            | بازی‌های ملی | باشگاه                      |
| ----- | --------- | ------------------------------- | ------------------------ | ----------- | --------------------------- |
| ۱     | دروازه‌بان | شهاب کنکونی                     | ۲۸ آوریل ۱۹۸۱ (۲۳ سال)   |             | باشگاه ورزشی کاظمه کویت     |
| ۲     | مدافع     | یعقوب الطاهر                    | ۲۷ اکتبر ۱۹۸۳ (۲۰ سال)   |             | باشگاه ورزشی الکویت         |
| ۴     | مدافع     | علی عبدالرضا                    | ۲۸ سپتامبر ۱۹۷۶ (۲۷ سال) |             | باشگاه ورزشی السالمیه کویت  |
| ۵     | مدافع     | نهیر الشمری                     | ۱۲ ژوئیه ۱۹۷۶ (۲۸ سال)   |             | باشگاه ورزشی القادسیه کویت  |
| ۶     | هافبک     | محمد البریکی                    | ۱۰ ژوئیه ۱۹۸۰ (۲۴ سال)   |             | باشگاه ورزشی السالمیه کویت  |
| ۷     | هافبک     | نواف الحمیدان                   | ۸ مارس ۱۹۸۱ (۲۳ سال)     |             | باشگاه ورزشی کاظمه کویت     |
| ۸     | هافبک     | صالح البریکی                    | ۲۷ فوریه ۱۹۷۷ (۲۷ سال)   |             | باشگاه ورزشی السالمیه کویت  |
| ۹     | مهاجم     | بشار عبدالله (کاپیتان (فوتبال)) | ۱۲ اکتبر ۱۹۷۷ (۲۶ سال)   |             | باشگاه ورزشی السالمیه کویت  |
| ۱۰    | مهاجم     | خلف السلامه                     | ۲۵ ژوئیه ۱۹۷۹ (۲۴ سال)   |             | باشگاه ورزشی القادسیه کویت  |
| ۱۱    | مدافع     | علی النمش                       | ۳۱ اکتبر ۱۹۸۲ (۲۱ سال)   |             | باشگاه ورزشی القادسیه کویت  |
| ۱۳    | مدافع     | مساعد ندا                       | ۸ ژوئیه ۱۹۸۳ (۲۱ سال)    |             | باشگاه ورزشی الوکره         |
| ۱۴    | مهاجم     | فهد الفهد                       | ۱ دسامبر ۱۹۸۳ (۲۰ سال)   |             | باشگاه ورزشی کاظمه کویت     |
| ۱۵    | هافبک     | ولید علی                        | ۳ نوامبر ۱۹۸۰ (۲۳ سال)   |             | باشگاه ورزشی الکویت         |
| ۱۶    | مدافع     | خالد الشمری                     | ۲ ژانویه ۱۹۷۷ (۲۷ سال)   |             | باشگاه ورزشی کاظمه کویت     |
| ۱۷    | مهاجم     | بدر المطوع                      | ۱۰ ژانویه ۱۹۸۵ (۱۹ سال)  |             | باشگاه ورزشی القادسیه کویت  |
| ۱۸    | هافبک     | جراح العتیقی                    | ۱۵ اکتبر ۱۹۸۱ (۲۲ سال)   |             | باشگاه ورزشی الکویت         |
| ۱۹    | مهاجم     | حسین سراج                       | ۲۸ ژوئن ۱۹۸۲ (۲۲ سال)    |             | باشگاه فوتبال الفحیحیل کویت |
| ۲۰    | هافبک     | عبدالرحمان موسی                 | ۴ دسامبر ۱۹۸۱ (۲۲ سال)   |             | باشگاه ورزشی القادسیه کویت  |
| ۲۱    | دروازه‌بان | صالح مهدی                       | ۹ ژوئیه ۱۹۸۱ (۲۳ سال)    |             | باشگاه ورزشی السالمیه کویت  |
| ۲۲    | دروازه‌بان | نواف الخالدی                    | ۲۵ مه ۱۹۸۱ (۲۳ سال)      |             | باشگاه ورزشی القادسیه کویت  |
| ۲۳    | هافبک     | Nawaf Al Mutairi                | ۲۸ سپتامبر ۱۹۸۲ (۲۱ سال) |             | باشگاه ورزشی القادسیه کویت  |
| ۲۶    | مهاجم     | حمد الحربی                      | ۷ مه ۱۹۸۰ (۲۴ سال)       |             | باشگاه ورزشی النصر کویت     |

### کره جنوبی
سرمربی:  جو بونفر
| شماره | جایگاه    | بازیکن                         | تاریخ تولد/سن           | بازی‌های ملی | باشگاه                               |
| ----- | --------- | ------------------------------ | ----------------------- | ----------- | ------------------------------------ |
| ۱     | دروازه‌بان | لی وون جائه (کاپیتان (فوتبال)) | ۲۶ آوریل ۱۹۷۳ (۳۱ سال)  |             | باشگاه فوتبال سوون سامسونگ           |
| ۲     | مدافع     | Park Jin-sub                   | ۱۱ مارس ۱۹۷۷ (۲۷ سال)   |             | باشگاه فوتبال اولسان هیوندای         |
| ۳     | مدافع     | Park Jae-hong                  | ۱۰ نوامبر ۱۹۷۸ (۲۵ سال) |             | باشگاه فوتبال چونبوک هیوندای موتورز  |
| ۴     | مدافع     | چوی جن چول                     | ۲۶ مارس ۱۹۷۱ (۳۳ سال)   |             | باشگاه فوتبال چونبوک هیوندای موتورز  |
| ۵     | هافبک     | کیم نام آیل                    | ۱۴ مارس ۱۹۷۷ (۲۷ سال)   |             | باشگاه فوتبال چونام دراگونز          |
| ۷     | مدافع     | کیم تی یانگ                    | ۸ نوامبر ۱۹۷۰ (۳۳ سال)  |             | باشگاه فوتبال چونام دراگونز          |
| ۹     | هافبک     | سئول کی هیون                   | ۸ ژانویه ۱۹۷۹ (۲۵ سال)  |             | باشگاه فوتبال اندرلشت                |
| ۱۰    | هافبک     | هیون یانگ مین                  | ۲۵ دسامبر ۱۹۷۹ (۲۴ سال) |             | باشگاه فوتبال اولسان هیوندای         |
| ۱۲    | هافبک     | لی یانگ پایو                   | ۲۳ آوریل ۱۹۷۷ (۲۷ سال)  |             | باشگاه فوتبال پی‌اس‌وی آیندهوون        |
| ۱۳    | هافبک     | لی یول یونگ                    | ۸ سپتامبر ۱۹۷۵ (۲۸ سال) |             | باشگاه فوتبال سئول                   |
| ۱۴    | هافبک     | چانگ کیونگ هو                  | ۲۲ مه ۱۹۸۰ (۲۴ سال)     |             | باشگاه فوتبال اولسان هیوندای         |
| ۱۵    | مدافع     | لی مین-سونگ                    | ۲۳ ژوئن ۱۹۷۳ (۳۱ سال)   |             | باشگاه فوتبال پوهانگ استیلرز         |
| ۱۶    | مهاجم     | چا دو ری                       | ۲۵ ژوئیه ۱۹۸۰ (۲۳ سال)  |             | باشگاه فوتبال آینتراخت فرانکفورت     |
| ۱۷    | هافبک     | Kim Jung-Kyum                  | ۹ ژوئن ۱۹۷۶ (۲۸ سال)    |             | باشگاه فوتبال چونام دراگونز          |
| ۱۸    | مهاجم     | Kim Eun-jung                   | ۸ آوریل ۱۹۷۹ (۲۵ سال)   |             | باشگاه فوتبال سئول                   |
| ۱۹    | مهاجم     | آن یونگ هوان                   | ۲۷ ژانویه ۱۹۷۶ (۲۸ سال) |             | باشگاه فوتبال یوکوهاما مارینوس       |
| ۲۰    | مهاجم     | لی دونگ-گوک                    | ۲۹ آوریل ۱۹۷۹ (۲۵ سال)  |             | Gwangju Sangmu Phoenix               |
| ۲۱    | هافبک     | پارک جی سونگ                   | ۲۵ فوریه ۱۹۸۱ (۲۳ سال)  |             | باشگاه فوتبال پی‌اس‌وی آیندهوون        |
| ۲۳    | دروازه‌بان | کیم یانگ دائه                  | ۱۱ اکتبر ۱۹۷۹ (۲۴ سال)  |             | باشگاه فوتبال بوسان ای‌پارک           |
| ۲۵    | مدافع     | Park Yo-Seb                    | ۳ دسامبر ۱۹۸۰ (۲۳ سال)  |             | باشگاه فوتبال سئول                   |
| ۲۸    | مدافع     | کیم جین کیو (بازیکن فوتبال)    | ۱۶ فوریه ۱۹۸۵ (۱۹ سال)  |             | باشگاه فوتبال چونام دراگونز          |
| ۳۰    | دروازه‌بان | Cha Gi-Suk                     | ۲۶ دسامبر ۱۹۸۶ (۱۷ سال) |             | Seoul Physical Education High School |

### امارات متحدهٔ عربی
سرمربی:  آد د موس
| شماره | جایگاه    | بازیکن                               | تاریخ تولد/سن            | بازی‌های ملی | باشگاه                        |
| ----- | --------- | ------------------------------------ | ------------------------ | ----------- | ----------------------------- |
| ۱     | دروازه‌بان | جمعه راشد (کاپیتان (فوتبال))         | ۱۲ دسامبر ۱۹۷۲ (۳۱ سال)  |             | باشگاه فوتبال الشباب امارات   |
| ۳     | هافبک     | توفیق عبدالرزاق                      | ۱ ژوئیه ۱۹۸۲ (۲۲ سال)    |             | باشگاه فوتبال الوحده امارات   |
| ۴     | مدافع     | عمران الجسمی                         | ۱ سپتامبر ۱۹۷۶ (۲۷ سال)  |             | باشگاه فوتبال الشعب امارات    |
| ۵     | هافبک     | عبدالسلام جمعه                       | ۲۶ مه ۱۹۷۹ (۲۵ سال)      |             | باشگاه فوتبال الوحده امارات   |
| ۶     | مدافع     | راشد عبدالرحمن                       | ۲۰ اکتبر ۱۹۷۵ (۲۸ سال)   |             | باشگاه فوتبال الشعب امارات    |
| ۸     | هافبک     | عبد العزیز العنبری                   | ۱۶ سپتامبر ۱۹۷۷ (۲۶ سال) |             | باشگاه فوتبال الشارجه         |
| ۹     | مهاجم     | سالم سعد                             | ۱ سپتامبر ۱۹۷۸ (۲۵ سال)  |             | باشگاه فوتبال الشباب امارات   |
| ۱۰    | مهاجم     | محمد راشد سرور                       | ۲۸ سپتامبر ۱۹۷۸ (۲۵ سال) |             | باشگاه فوتبال الشعب امارات    |
| ۱۲    | هافبک     | رامی یسلم                            | ۱۱ ژوئن ۱۹۸۱ (۲۳ سال)    |             | باشگاه فوتبال العین           |
| ۱۳    | هافبک     | شهاب احمد                            | ۲۹ مارس ۱۹۸۴ (۲۰ سال)    |             | باشگاه فوتبال العین           |
| ۱۴    | مدافع     | بشیر سعید                            | ۲۸ ژوئن ۱۹۸۱ (۲۳ سال)    |             | باشگاه فوتبال الوحده امارات   |
| ۱۶    | هافبک     | سلطان راشد                           | ۵ دسامبر ۱۹۷۶ (۲۷ سال)   |             | باشگاه فوتبال العین           |
| ۱۷    | دروازه‌بان | Waleed Salem                         | ۲۸ اکتبر ۱۹۸۰ (۲۳ سال)   |             | باشگاه فوتبال العین           |
| ۱۸    | مهاجم     | اسماعیل مطر                          | ۸ آوریل ۱۹۸۳ (۲۱ سال)    |             | باشگاه فوتبال الوحده امارات   |
| ۱۹    | مدافع     | خالد علی (بازیکن فوتبال، زاده ۱۹۸۱)  | ۲۴ مارس ۱۹۸۱ (۲۳ سال)    |             | باشگاه الجزیره امارات         |
| ۲۱    | مدافع     | حمید فاخر                            | ۳ نوامبر ۱۹۷۸ (۲۵ سال)   |             | باشگاه فوتبال العین           |
| ۲۳    | هافبک     | نواف مبارک                           | ۳۱ اوت ۱۹۸۱ (۲۲ سال)     |             | باشگاه فوتبال الشارجه         |
| ۲۴    | هافبک     | سبیت خاطر                            | ۲۷ فوریه ۱۹۸۰ (۲۴ سال)   |             | باشگاه فوتبال العین           |
| ۲۵    | مدافع     | محمد قاسم (بازیکن فوتبال، زاده ۱۹۸۱) | ۹ نوامبر ۱۹۸۱ (۲۲ سال)   |             | باشگاه فوتبال العین           |
| ۲۶    | هافبک     | سالم خمیس                            | ۱۹ سپتامبر ۱۹۸۰ (۲۳ سال) |             | باشگاه فوتبال العین           |
| ۲۸    | مهاجم     | محمد مال الله                        | ۱ آوریل ۱۹۸۴ (۲۰ سال)    |             | باشگاه فوتبال الخلیج خور فکان |
| ۲۹    | مدافع     | صالح عبید                            | ۸ دسامبر ۱۹۷۸ (۲۵ سال)   |             | باشگاه الجزیره امارات         |

## گروه C

### عراق
سرمربی:  عدنان حمد
| شماره | جایگاه    | بازیکن                                | تاریخ تولد/سن            | بازی‌های ملی | باشگاه                             |
| ----- | --------- | ------------------------------------- | ------------------------ | ----------- | ---------------------------------- |
| ۱     | دروازه‌بان | عدی طالب                              | ۱ ژوئیه ۱۹۸۱ (۲۳ سال)    |             | باشگاه ورزشی الزورا                |
| ۲     | مدافع     | سعد عطیه                              | ۲۶ فوریه ۱۹۸۷ (۱۷ سال)   |             | باشگاه ورزشی الزورا                |
| ۳     | مدافع     | باسم عباس                             | ۱ ژوئیه ۱۹۸۲ (۲۲ سال)    |             | باشگاه ورزشی الطلبه                |
| ۴     | مدافع     | حیدر عبدالجبار                        | ۲۵ اوت ۱۹۷۶ (۲۷ سال)     |             | باشگاه ورزشی الزورا                |
| ۶     | هافبک     | صالح سدیر                             | ۲۱ اوت ۱۹۸۱ (۲۲ سال)     |             | باشگاه ورزشی زمالک                 |
| ۷     | مهاجم     | عماد رضا                              | ۲۴ ژوئیه ۱۹۸۲ (۲۱ سال)   |             | باشگاه ورزشی الغرافه               |
| ۹     | مهاجم     | رزاق فرحان                            | ۱ ژوئیه ۱۹۷۷ (۲۷ سال)    |             | باشگاه ورزشی القطر                 |
| ۱۰    | مهاجم     | یونس محمود                            | ۲ مارس ۱۹۸۳ (۲۱ سال)     |             | باشگاه ورزشی الطلبه                |
| ۱۱    | هافبک     | هوار ملا محمد                         | ۱ ژوئن ۱۹۸۱ (۲۳ سال)     |             | باشگاه فوتبال نیروی هوایی عراق     |
| ۱۲    | مدافع     | حیدر عبدالرزاق                        | ۹ ژوئن ۱۹۸۲ (۲۲ سال)     |             | باشگاه ورزشی الطلبه                |
| ۱۳    | هافبک     | حیدر صباح                             | ۱۵ مارس ۱۹۸۶ (۱۸ سال)    |             | باشگاه ورزشی الزورا                |
| ۱۴    | مدافع     | حیدر عبدالامیر                        | ۲ نوامبر ۱۹۸۲ (۲۱ سال)   |             | باشگاه ورزشی الزورا                |
| ۱۵    | هافبک     | حسان ترکی عطیه                        | ۱ ژوئیه ۱۹۸۱ (۲۳ سال)    |             | باشگاه ورزشی الطلبه                |
| ۱۶    | مهاجم     | احمد مناجد                            | ۱۳ دسامبر ۱۹۸۱ (۲۲ سال)  |             | باشگاه ورزشی الزورا                |
| ۱۷    | مهاجم     | احمد صلاح علوان                       | ۹ مارس ۱۹۸۲ (۲۲ سال)     |             | باشگاه ورزشی زمالک                 |
| ۱۸    | هافبک     | مهدی کریم                             | ۱۰ دسامبر ۱۹۸۳ (۲۰ سال)  |             | باشگاه ورزشی الطلبه                |
| ۱۹    | هافبک     | نشأت اکرم                             | ۱۲ سپتامبر ۱۹۸۴ (۱۹ سال) |             | باشگاه فوتبال الشباب عربستان سعودی |
| ۲۱    | دروازه‌بان | احمد علی جابر                         | ۲ اوت ۱۹۸۲ (۲۱ سال)      |             | باشگاه ورزشی الزورا                |
| ۲۲    | دروازه‌بان | نور صبری                              | ۱۸ ژوئن ۱۹۸۴ (۲۰ سال)    |             | باشگاه ورزشی الزورا                |
| ۲۳    | هافبک     | یاسر رعد                              | ۲۵ ژوئن ۱۹۸۳ (۲۱ سال)    |             | باشگاه ورزشی الزورا                |
| ۲۴    | هافبک     | قصی منیر                              | ۱۲ آوریل ۱۹۸۱ (۲۳ سال)   |             | باشگاه فوتبال نیروی هوایی عراق     |
| ۲۵    | هافبک     | عبدالوهاب ابوالهیل (کاپیتان (فوتبال)) | ۲۱ دسامبر ۱۹۷۵ (۲۸ سال)  |             | باشگاه فوتبال استقلال اهواز        |

### عربستان سعودی
سرمربی:  Gerard van der Lem
| شماره | جایگاه    | بازیکن                           | تاریخ تولد/سن           | بازی‌های ملی | باشگاه                               |
| ----- | --------- | -------------------------------- | ----------------------- | ----------- | ------------------------------------ |
| ۲     | مدافع     | احمد الدوخی                      | ۲۵ اکتبر ۱۹۷۶ (۲۷ سال)  |             | باشگاه فوتبال الهلال                 |
| ۳     | مدافع     | رضا حسن تکر                      | ۲۹ نوامبر ۱۹۷۵ (۲۸ سال) |             | باشگاه فوتبال الاتحاد                |
| ۴     | مدافع     | حمد المنتشری                     | ۲۲ ژوئن ۱۹۸۲ (۲۲ سال)   |             | باشگاه فوتبال الاتحاد                |
| ۵     | مدافع     | نایف علی القاضی                  | ۳ آوریل ۱۹۷۹ (۲۵ سال)   |             | باشگاه فوتبال الاهلی عربستان سعودی   |
| ۶     | هافبک     | سعد الدوسری                      | ۳ سپتامبر ۱۹۷۷ (۲۶ سال) |             | باشگاه فوتبال الهلال                 |
| ۷     | مهاجم     | ابراهیم الشهرانی                 | ۲۱ ژوئیه ۱۹۷۴ (۲۹ سال)  |             | باشگاه فوتبال الاتحاد                |
| ۹     | مهاجم     | یاسر القحطانی                    | ۱۰ اکتبر ۱۹۸۲ (۲۱ سال)  |             | باشگاه فوتبال القادسیه عربستان سعودی |
| ۱۰    | هافبک     | محمد الشلهوب                     | ۸ دسامبر ۱۹۸۰ (۲۳ سال)  |             | باشگاه فوتبال الهلال                 |
| ۱۳    | مدافع     | علی العبدلی                      | ۵ فوریه ۱۹۷۹ (۲۵ سال)   |             | باشگاه فوتبال الاهلی عربستان سعودی   |
| ۱۴    | هافبک     | سعود کریری                       | ۸ ژوئیه ۱۹۸۰ (۲۴ سال)   |             | باشگاه فوتبال الاتحاد                |
| ۱۵    | مهاجم     | مرزوق العتیبی                    | ۷ نوامبر ۱۹۷۵ (۲۸ سال)  |             | باشگاه فوتبال الاتحاد                |
| ۱۶    | هافبک     | خمیس الدوساری (کاپیتان (فوتبال)) | ۳۰ ژوئیه ۱۹۷۳ (۳۰ سال)  |             | باشگاه فوتبال الاتحاد                |
| ۱۹    | هافبک     | صاحب العبدالله                   | ۲۱ ژوئیه ۱۹۷۷ (۲۶ سال)  |             | باشگاه فوتبال الاهلی عربستان سعودی   |
| ۲۰    | هافبک     | عبد العزیز الجنوبی               | ۲۱ ژوئیه ۱۹۷۴ (۲۹ سال)  |             | باشگاه فوتبال النصر عربستان سعودی    |
| ۲۱    | دروازه‌بان | مبروک زاید                       | ۱۱ فوریه ۱۹۷۹ (۲۵ سال)  |             | باشگاه فوتبال الاتحاد                |
| ۲۲    | دروازه‌بان | منصور النجعی                     | ۱ اوت ۱۹۷۸ (۲۵ سال)     |             | باشگاه فوتبال الاهلی عربستان سعودی   |
| ۲۳    | دروازه‌بان | طارق الحرقان                     | ۴ نوامبر ۱۹۸۴ (۱۹ سال)  |             | باشگاه فوتبال الشباب عربستان سعودی   |
| ۲۴    | مهاجم     | عبدالرحمن البیشی                 | ۱ ژوئیه ۱۹۸۲ (۲۲ سال)   |             | باشگاه فوتبال النصر عربستان سعودی    |
| ۲۵    | مهاجم     | یسری الباشا                      | ۲۷ ژوئیه ۱۹۷۹ (۲۴ سال)  |             | باشگاه فوتبال الاتفاق عربستان سعودی  |
| ۲۸    | هافبک     | سعد الزهرانی                     | ۱ ژوئیه ۱۹۸۰ (۲۴ سال)   |             | باشگاه فوتبال النصر عربستان سعودی    |
| ۲۹    | مهاجم     | طلال المشعل                      | ۷ ژوئن ۱۹۷۸ (۲۶ سال)    |             | باشگاه فوتبال الاهلی عربستان سعودی   |
| ۳۰    | مدافع     | سعود الخیبری                     | ۱۲ اوت ۱۹۸۰ (۲۳ سال)    |             | باشگاه فوتبال الاهلی عربستان سعودی   |

### ترکمنستان
سرمربی:  Rahym Gurbanmämmedow
| شماره | جایگاه    | بازیکن                                  | تاریخ تولد/سن            | بازی‌های ملی | باشگاه                           |
| ----- | --------- | --------------------------------------- | ------------------------ | ----------- | -------------------------------- |
| ۱     | دروازه‌بان | Ýewgeniý Naboýçenko                     | ۱۷ مه ۱۹۷۰ (۳۴ سال)      |             | باشگاه فوتبال کایرات             |
| ۲     | مدافع     | Rasim Kerimow                           | ۱۳ ژوئیه ۱۹۷۹ (۲۵ سال)   |             | باشگاه فوتبال فورسکلا پولتاوا    |
| ۳     | مدافع     | Goçguly Goçgulyýew                      | ۲۶ مه ۱۹۷۷ (۲۷ سال)      |             | باشگاه فوتبال پخته‌کار            |
| ۴     | مدافع     | Guwanç Rejepow                          | ۲۰ مه ۱۹۸۲ (۲۲ سال)      |             | باشگاه فوتبال نسا عشق‌آباد        |
| ۶     | هافبک     | Gurbangeldi Durdyýew (کاپیتان (فوتبال)) | ۱۲ ژانویه ۱۹۷۳ (۳۱ سال)  |             | باشگاه فوتبال نسا عشق‌آباد        |
| ۷     | مدافع     | Kamil Mingazow                          | ۲۱ ژوئن ۱۹۶۸ (۳۶ سال)    |             | باشگاه فوتبال نسا عشق‌آباد        |
| ۸     | هافبک     | آرتیوم نظروف                            | ۲۰ ژوئن ۱۹۷۷ (۲۷ سال)    |             | باشگاه فوتبال نسا عشق‌آباد        |
| ۹     | هافبک     | عارف میرزایف                            | ۱۳ ژانویه ۱۹۸۰ (۲۴ سال)  |             | باشگاه فوتبال نسا عشق‌آباد        |
| ۱۱    | مهاجم     | Daýançgylyç Urazow                      | ۱۵ دسامبر ۱۹۷۸ (۲۵ سال)  |             | FC Ekibastuzets                  |
| ۱۲    | مهاجم     | Wýaçeslaw Krendelew                     | ۲۴ ژوئیه ۱۹۸۲ (۲۱ سال)   |             | FC Taraz                         |
| ۱۳    | مهاجم     | Guwançmuhammet Öwekow                   | ۲ فوریه ۱۹۸۱ (۲۳ سال)    |             | باشگاه فوتبال فورسکلا پولتاوا    |
| ۱۴    | هافبک     | Rustam Saparow                          | ۱۰ آوریل ۱۹۷۸ (۲۶ سال)   |             | Nebitçi Balkanabat               |
| ۱۵    | مدافع     | Omar Berdiýew                           | ۲۵ ژوئن ۱۹۷۹ (۲۵ سال)    |             | باشگاه فوتبال آتیراو             |
| ۱۶    | دروازه‌بان | Baýramnyýaz Berdiýew                    | ۱۳ سپتامبر ۱۹۷۴ (۲۹ سال) |             | باشگاه فوتبال قزل‌یار             |
| ۲۰    | هافبک     | بگنچ کولیو                              | ۴ آوریل ۱۹۷۷ (۲۷ سال)    |             | FC Vostok                        |
| ۲۱    | مهاجم     | Wladimir Baýramow                       | ۲ اوت ۱۹۸۰ (۲۳ سال)      |             | باشگاه فوتبال روبین کازان        |
| ۲۲    | هافبک     | نظر بایراموف                            | ۴ سپتامبر ۱۹۸۲ (۲۱ سال)  |             | باشگاه فوتبال فورسکلا پولتاوا    |
| ۲۴    | مهاجم     | Ýewgeniý Zemskow                        | ۱۷ مارس ۱۹۸۲ (۲۲ سال)    |             | باشگاه فوتبال نسا عشق‌آباد        |
| ۲۵    | هافبک     | Witaliý Alikperow                       | ۱ اوت ۱۹۷۸ (۲۵ سال)      |             | Nebitçi Balkanabat               |
| ۲۶    | مدافع     | Baýramdurdi Meredow                     | ۲۷ مارس ۱۹۷۹ (۲۵ سال)    |             | Nebitçi Balkanabat               |
| ۲۸    | مدافع     | آرسن باغداساریان                        | ۱۱ مارس ۱۹۷۷ (۲۷ سال)    |             | باشگاه فوتبال نسا عشق‌آباد        |
| ۳۰    | دروازه‌بان | Pawel Harçik                            | ۵ آوریل ۱۹۷۹ (۲۵ سال)    |             | باشگاه فوتبال نفتخیمیک نیژنکامسک |

### ازبکستان
سرمربی:  Ravshan Haydarov
| شماره | جایگاه    | بازیکن                            | تاریخ تولد/سن            | بازی‌های ملی | باشگاه                             |
| ----- | --------- | --------------------------------- | ------------------------ | ----------- | ---------------------------------- |
| ۱     | دروازه‌بان | Aleksei Poliakov                  | ۲۸ مارس ۱۹۷۴ (۳۰ سال)    |             | باشگاه فوتبال کریلیا سووتوف سامارا |
| ۲     | مدافع     | Bakhtiyor Ashurmatov              | ۲۵ مارس ۱۹۷۶ (۲۸ سال)    |             | باشگاه فوتبال پخته‌کار              |
| ۳     | مدافع     | Andrei Fyodorov                   | ۱۰ آوریل ۱۹۷۱ (۳۳ سال)   |             | باشگاه فوتبال روبین کازان          |
| ۴     | هافبک     | میرجلال قاسموف (کاپیتان (فوتبال)) | ۱۷ سپتامبر ۱۹۷۰ (۳۳ سال) |             | FC Alania Vladikavkaz              |
| ۶     | هافبک     | Leonid Koshelev                   | ۲۰ دسامبر ۱۹۷۹ (۲۴ سال)  |             | باشگاه فوتبال پخته‌کار              |
| ۷     | مهاجم     | آندری هاکوبیانتس                  | ۲۷ اوت ۱۹۷۷ (۲۶ سال)     |             | باشگاه فوتبال روستوف               |
| ۸     | هافبک     | سرور جپاروف                       | ۳ اکتبر ۱۹۸۲ (۲۱ سال)    |             | باشگاه فوتبال پخته‌کار              |
| ۹     | مهاجم     | Anvarjon Soliev                   | ۵ فوریه ۱۹۷۸ (۲۶ سال)    |             | باشگاه فوتبال پخته‌کار              |
| ۱۱    | مهاجم     | Vladimir Shishelov                | ۸ نوامبر ۱۹۷۹ (۲۴ سال)   |             | باشگاه فوتبال پخته‌کار              |
| ۱۲    | دروازه‌بان | ایگناتی نستروف                    | ۲۰ ژوئن ۱۹۸۳ (۲۱ سال)    |             | باشگاه فوتبال پخته‌کار              |
| ۱۳    | مدافع     | Shavkat Raimkulov                 | ۷ مه ۱۹۸۴ (۲۰ سال)       |             | Traktor Tashkent                   |
| ۱۵    | مهاجم     | الکساندر گنریخ                    | ۶ اکتبر ۱۹۸۴ (۱۹ سال)    |             | باشگاه فوتبال زسکا مسکو            |
| ۱۷    | مهاجم     | Zafar Kholmuradov                 | ۱۵ اکتبر ۱۹۷۶ (۲۷ سال)   |             | باشگاه فوتبال نسف قرشی             |
| ۱۸    | هافبک     | تیمور کاپاتزه                     | ۵ سپتامبر ۱۹۸۱ (۲۲ سال)  |             | باشگاه فوتبال پخته‌کار              |
| ۲۰    | هافبک     | Ildar Magdeev                     | ۱۱ آوریل ۱۹۸۴ (۲۰ سال)   |             | باشگاه فوتبال پخته‌کار              |
| ۲۱    | دروازه‌بان | Yevgeni Safonov                   | ۶ ژوئیه ۱۹۷۷ (۲۷ سال)    |             | باشگاه فوتبال شینیک یاروسلاول      |
| ۲۲    | مدافع     | Nikolay Shirshov                  | ۲۲ ژوئن ۱۹۷۴ (۳۰ سال)    |             | باشگاه فوتبال روستوف               |
| ۲۳    | هافبک     | Ilyos Zeytulayev                  | ۱۳ اوت ۱۹۸۴ (۱۹ سال)     |             | باشگاه فوتبال یوونتوس              |
| ۲۴    | مدافع     | Asror Aliqulov                    | ۱۲ سپتامبر ۱۹۷۸ (۲۵ سال) |             | باشگاه فوتبال پخته‌کار              |
| ۲۵    | مدافع     | Islom Inomov                      | ۳۰ مه ۱۹۸۴ (۲۰ سال)      |             | باشگاه فوتبال پخته‌کار              |
| ۲۶    | مهاجم     | مارات بیکمائف                     | ۱ ژوئیه ۱۹۸۶ (۱۸ سال)    |             | باشگاه فوتبال پخته‌کار              |
| ۲۸    | مدافع     | Aleksey Nikolaev                  | ۵ سپتامبر ۱۹۷۹ (۲۴ سال)  |             | باشگاه فوتبال پخته‌کار              |

## گروه D

### ایران
سرمربی:  برانکو ایوانکوویچ
| شماره | جایگاه    | بازیکن                      | تاریخ تولد/سن            | بازی‌های ملی | باشگاه                             |
| ----- | --------- | --------------------------- | ------------------------ | ----------- | ---------------------------------- |
| ۱     | دروازه‌بان | ابراهیم میرزاپور            | ۱۶ سپتامبر ۱۹۷۸ (۲۵ سال) |             | باشگاه فوتبال فولاد خوزستان        |
| ۲     | هافبک     | مهدی مهدوی‌کیا               | ۲۴ ژوئیه ۱۹۷۷ (۲۶ سال)   |             | باشگاه فوتبال هامبورگ              |
| ۳     | مدافع     | مهدی امیرآبادی              | ۲۲ فوریه ۱۹۷۹ (۲۵ سال)   |             | باشگاه فوتبال سایپا تهران          |
| ۴     | مدافع     | یحیی گل‌محمدی                | ۱۶ مارس ۱۹۷۱ (۳۳ سال)    |             | باشگاه فوتبال پرسپولیس             |
| ۵     | مدافع     | رحمان رضایی (بازیکن فوتبال) | ۲۰ فوریه ۱۹۷۵ (۲۹ سال)   |             | باشگاه فوتبال مسینا                |
| ۶     | هافبک     | جواد نکونام                 | ۷ سپتامبر ۱۹۸۰ (۲۳ سال)  |             | باشگاه فوتبال پاس تهران            |
| ۷     | هافبک     | حامد کاویانپور              | ۱ دسامبر ۱۹۷۸ (۲۵ سال)   |             | باشگاه فوتبال پرسپولیس             |
|       | هافبک     | علی کریمی                   | ۸ نوامبر ۱۹۷۸ (۲۵ سال)   |             | باشگاه فوتبال شباب الاهلی امارات   |
| ۱۰    | مهاجم     | علی دایی (کاپیتان (فوتبال)) | ۲۱ مارس ۱۹۶۹ (۳۵ سال)    |             | باشگاه فوتبال پرسپولیس             |
| ۱۲    | دروازه‌بان | حسن رودباریان               | ۶ ژوئیه ۱۹۷۸ (۲۶ سال)    |             | باشگاه فوتبال پاس تهران            |
| ۱۳    | مدافع     | حسین کعبی                   | ۲۳ سپتامبر ۱۹۸۵ (۱۸ سال) |             | باشگاه فوتبال فولاد خوزستان        |
| ۱۴    | مهاجم     | آرش برهانی                  | ۱۴ سپتامبر ۱۹۸۳ (۲۰ سال) |             | باشگاه فوتبال پاس تهران            |
| ۱۵    | مدافع     | ابراهیم تقی‌پور              | ۲۳ سپتامبر ۱۹۷۶ (۲۷ سال) |             | باشگاه فوتبال ذوب‌آهن اصفهان        |
| ۱۶    | مهاجم     | غلام‌رضا عنایتی              | ۲۳ سپتامبر ۱۹۷۶ (۲۷ سال) |             | باشگاه فوتبال استقلال تهران        |
| ۱۷    | هافبک     | ایمان مبعلی                 | ۳ نوامبر ۱۹۸۲ (۲۱ سال)   |             | باشگاه فوتبال فولاد خوزستان        |
| ۱۸    | مدافع     | علی بداوی                   | ۲۰ ژوئن ۱۹۸۲ (۲۲ سال)    |             | باشگاه فوتبال فولاد خوزستان        |
| ۱۹    | مدافع     | جلال کاملی‌مفرد              | ۱۵ مه ۱۹۸۱ (۲۳ سال)      |             | باشگاه فوتبال فولاد خوزستان        |
| ۲۰    | مدافع     | محمد نصرتی                  | ۱۰ ژانویه ۱۹۸۲ (۲۲ سال)  |             | باشگاه فوتبال پاس تهران            |
| ۲۱    | دروازه‌بان | سید مهدی رحمتی              | ۲ فوریه ۱۹۸۳ (۲۱ سال)    |             | باشگاه فوتبال فجر شهید سپاسی شیراز |
| ۲۶    | هافبک     | محمد علوی (بازیکن فوتبال)   | ۲۹ ژانویه ۱۹۸۲ (۲۲ سال)  |             | باشگاه فوتبال فولاد خوزستان        |
| ۲۷    | مدافع     | ستار زارع                   | ۲۸ ژانویه ۱۹۸۲ (۲۲ سال)  |             | باشگاه فوتبال برق شیراز            |
| ۲۹    | هافبک     | فرزاد مجیدی                 | ۹ سپتامبر ۱۹۷۷ (۲۶ سال)  |             | باشگاه فوتبال استقلال تهران        |

### ژاپن
سرمربی:  زیکو
| شماره | جایگاه    | بازیکن                               | تاریخ تولد/سن           | بازی‌های ملی | باشگاه                                 |
| ----- | --------- | ------------------------------------ | ----------------------- | ----------- | -------------------------------------- |
| ۱     | دروازه‌بان | سیگو نارازاکی                        | ۱۵ آوریل ۱۹۷۶ (۲۸ سال)  | ۴۴          | باشگاه فوتبال ناگویا گرامپوس           |
| ۳     | مدافع     | ماکوتو تاناکا                        | ۸ اوت ۱۹۷۵ (۲۸ سال)     | ۴           | باشگاه فوتبال جوبیلو ایواتا            |
| ۴     | هافبک     | یاسوهیتو اندو                        | ۲۸ ژانویه ۱۹۸۰ (۲۴ سال) | ۲۰          | باشگاه فوتبال گامبا اوساکا             |
| ۵     | مدافع     | تسونیاسو می‌یاموتو (کاپیتان (فوتبال)) | ۷ فوریه ۱۹۷۷ (۲۷ سال)   | ۳۵          | باشگاه فوتبال گامبا اوساکا             |
| ۶     | هافبک     | کوجی ناکاتا                          | ۹ ژوئیه ۱۹۷۹ (۲۵ سال)   | ۴۰          | باشگاه فوتبال کاشیما آنتلرز            |
| ۸     | هافبک     | میتسوو وگاساوارا                     | ۵ آوریل ۱۹۷۹ (۲۵ سال)   | ۲۲          | باشگاه فوتبال کاشیما آنتلرز            |
| ۱۰    | هافبک     | شونسوکی ناکامورا                     | ۲۴ ژوئن ۱۹۷۸ (۲۶ سال)   | ۳۹          | باشگاه فوتبال رجینا                    |
| ۱۱    | مهاجم     | تاکایوکی سوزوکی                      | ۵ ژوئن ۱۹۷۶ (۲۸ سال)    | ۳۴          | باشگاه فوتبال کاشیما آنتلرز            |
| ۱۲    | دروازه‌بان | یویچی دوی                            | ۲۵ ژوئیه ۱۹۷۳ (۳۰ سال)  | ۱           | باشگاه فوتبال توکیو                    |
| ۱۴    | هافبک     | السساندرو سانتوس                     | ۲۰ ژوئیه ۱۹۷۷ (۲۶ سال)  | ۳۵          | باشگاه فوتبال اوراوا رد دیاموندز       |
| ۱۵    | هافبک     | تاکاشی فوکونیشی                      | ۱ سپتامبر ۱۹۷۶ (۲۷ سال) | ۲۹          | باشگاه فوتبال جوبیلو ایواتا            |
| ۱۶    | هافبک     | توشی‌یا فوجیتا                        | ۴ اکتبر ۱۹۷۱ (۳۲ سال)   | ۱۹          | باشگاه فوتبال جوبیلو ایواتا            |
| ۱۷    | مدافع     | آتسوهیرو میورا                       | ۲۴ ژوئیه ۱۹۷۴ (۲۹ سال)  | ۲۱          | باشگاه فوتبال توکیو وردی               |
| ۱۸    | مدافع     | ناوکی ماتسودا                        | ۱۴ مارس ۱۹۷۷ (۲۷ سال)   | ۳۶          | باشگاه فوتبال یوکوهاما مارینوس         |
| ۱۹    | مهاجم     | ماساشی موتویاما                      | ۲۰ ژوئن ۱۹۷۹ (۲۵ سال)   | ۱۱          | باشگاه فوتبال کاشیما آنتلرز            |
| ۲۰    | مهاجم     | کیجی تامادا                          | ۱۱ آوریل ۱۹۸۰ (۲۴ سال)  | ۸           | باشگاه فوتبال کاشیوا ریسول             |
| ۲۱    | مدافع     | آکیرا کاجی                           | ۱۳ ژانویه ۱۹۸۰ (۲۴ سال) | ۱۰          | باشگاه فوتبال توکیو                    |
| ۲۲    | مدافع     | یوجی ناکازاوا                        | ۲۵ فوریه ۱۹۷۸ (۲۶ سال)  | ۲۰          | باشگاه فوتبال یوکوهاما مارینوس         |
| ۲۳    | دروازه‌بان | یوشیکاتسو کاواگوچی                   | ۱۵ اوت ۱۹۷۵ (۲۸ سال)    | ۵۸          | باشگاه فوتبال نورشلان                  |
| ۲۴    | هافبک     | نوریهیرو نیشی                        | ۹ مه ۱۹۸۰ (۲۴ سال)      | ۲           | باشگاه فوتبال جوبیلو ایواتا            |
| ۲۵    | مدافع     | تاکایوکی چانو                        | ۲۳ نوامبر ۱۹۷۶ (۲۷ سال) | ۲           | باشگاه فوتبال جف یونایتد ایچیهارا چیبا |
| ۲۶    | هافبک     | تاکویا یامادا                        | ۲۴ اوت ۱۹۷۴ (۲۹ سال)    | ۳           | باشگاه فوتبال توکیو وردی               |

### عمان
سرمربی:  میلان ماچالا
| شماره | جایگاه    | بازیکن                              | تاریخ تولد/سن           | بازی‌های ملی | باشگاه                             |
| ----- | --------- | ----------------------------------- | ----------------------- | ----------- | ---------------------------------- |
| ۲     | مدافع     | محمد ربیع النوبی (کاپیتان (فوتبال)) | ۱۰ مه ۱۹۸۱ (۲۳ سال)     |             | باشگاه فوتبال الوحده عربستان سعودی |
| ۳     | هافبک     | ایمن سرور                           | ۲۵ آوریل ۱۹۸۰ (۲۴ سال)  |             | Al-Seeb Club                       |
| ۴     | مدافع     | سعید الشون                          | ۲۸ اوت ۱۹۸۳ (۲۰ سال)    |             | Muscat Club                        |
| ۵     | مدافع     | حسین مستهیل                         | ۳ مه ۱۹۸۰ (۲۴ سال)      |             | باشگاه ورزشی الکویت                |
| ۶     | هافبک     | حمدی هوبیس                          | ۲۷ ژانویه ۱۹۸۴ (۲۰ سال) |             | باشگاه ورزشی النصر کویت            |
| ۸     | مهاجم     | بدر المیمنی                         | ۱۶ ژوئیه ۱۹۸۴ (۲۰ سال)  |             | Al-Riyadh                          |
| ۹     | مهاجم     | هاشم صالح                           | ۱۵ اکتبر ۱۹۸۱ (۲۲ سال)  |             | باشگاه ورزشی النصر                 |
| ۱۰    | هافبک     | فوزی بشیر                           | ۶ مه ۱۹۸۴ (۲۰ سال)      |             | باشگاه ورزشی النصر                 |
| ۱۱    | مهاجم     | یوسف شعبان                          | ۴ نوامبر ۱۹۸۲ (۲۱ سال)  |             | باشگاه فوتبال ظفار                 |
| ۱۲    | هافبک     | احمد مبارک المهیری                  | ۲۳ فوریه ۱۹۸۵ (۱۹ سال)  |             | باشگاه فوتبال الوحده عربستان سعودی |
| ۱۴    | هافبک     | محمد المخینی                        | ۲ دسامبر ۱۹۸۲ (۲۱ سال)  |             | Al Oruba Sur                       |
| ۱۶    | هافبک     | محمد الهنائی                        | ۱۹ ژوئیه ۱۹۸۴ (۱۹ سال)  |             | باشگاه فوتبال عمان                 |
| ۱۷    | مدافع     | حسن مظفر غیلانی                     | ۲۶ ژوئن ۱۹۸۰ (۲۴ سال)   |             | Al Oruba Sur                       |
| ۱۸    | هافبک     | سلطان الطوقی                        | ۲ ژانویه ۱۹۸۴ (۲۰ سال)  |             | Muscat Club                        |
| ۱۹    | مدافع     | نبیل عاشور                          | ۷ آوریل ۱۹۸۲ (۲۲ سال)   |             | باشگاه ورزشی النصر                 |
| ۲۰    | مهاجم     | عماد الحوسنی                        | ۱۸ ژوئیه ۱۹۸۴ (۱۹ سال)  |             | Al-Riyadh                          |
| ۲۱    | هافبک     | احمد حدید المخینی                   | ۱۸ ژوئیه ۱۹۸۴ (۱۹ سال)  |             | باشگاه فوتبال الطلیعه عمان         |
| ۲۲    | دروازه‌بان | عبدالرحمن جمعه العلاوی              | ۶ دسامبر ۱۹۸۱ (۲۲ سال)  |             | باشگاه فوتبال ظفار                 |
| ۲۳    | مدافع     | بدر المحروقی                        | ۱۲ دسامبر ۱۹۷۹ (۲۴ سال) |             | Muscat Club                        |
| ۲۴    | دروازه‌بان | Ali Talib                           | ۱۴ نوامبر ۱۹۸۴ (۱۹ سال) |             | باشگاه فوتبال صور                  |
| ۲۵    | مدافع     | خلیفه عایل النوفلی                  | ۱ مارس ۱۹۸۴ (۲۰ سال)    |             | Al-Riyadh                          |
| ۲۶    | دروازه‌بان | علی الحبسی                          | ۳۰ دسامبر ۱۹۸۱ (۲۲ سال) |             | باشگاه فوتبال لین                  |

### تایلند
سرمربی:  Chatchai Paholpat
| شماره | جایگاه    | بازیکن                                | تاریخ تولد/سن            | بازی‌های ملی | باشگاه                        |
| ----- | --------- | ------------------------------------- | ------------------------ | ----------- | ----------------------------- |
| ۳     | مدافع     | Niweat Siriwong                       | ۱۸ ژوئیه ۱۹۷۷ (۲۶ سال)   |             | Đông Á Bank                   |
| ۴     | مدافع     | Peeratat Phoruendee                   | ۱۵ مارس ۱۹۷۹ (۲۵ سال)    |             | باشگاه فوتبال پلیس ترو        |
| ۶     | مدافع     | Choketawee Promrut (کاپیتان (فوتبال)) | ۱۶ مارس ۱۹۷۵ (۲۹ سال)    |             | باشگاه فوتبال تامپینس روفرز   |
| ۷     | مدافع     | Narongchai Vachiraban                 | ۱۶ فوریه ۱۹۸۱ (۲۳ سال)   |             | باشگاه فوتبال پلیس ترو        |
| ۸     | هافبک     | Therdsak Chaiman                      | ۲۹ سپتامبر ۱۹۷۳ (۳۰ سال) |             | Đông Á Bank                   |
| ۱۲    | مدافع     | Nirut Surasiang                       | ۲۰ فوریه ۱۹۷۹ (۲۵ سال)   |             | Bình Định                     |
| ۱۴    | مهاجم     | Sarayuth Chaikamdee                   | ۲۴ سپتامبر ۱۹۸۱ (۲۲ سال) |             | باشگاه فوتبال پورت اف‌سی       |
| ۱۵    | مدافع     | Phaitoon Thiabma                      | ۱۳ سپتامبر ۱۹۸۱ (۲۲ سال) |             | باشگاه فوتبال جومپسری یونایتد |
| ۱۶    | هافبک     | Sakda Joemdee                         | ۷ آوریل ۱۹۸۲ (۲۲ سال)    |             | Đông Á Bank                   |
| ۱۸    | دروازه‌بان | Sinthaweechai Hathairattanakool       | ۲۳ مارس ۱۹۸۲ (۲۲ سال)    |             | TTM Samut Sakhon              |
| ۱۹    | هافبک     | Datsakorn Thonglao                    | ۳۰ دسامبر ۱۹۸۳ (۲۰ سال)  |             | باشگاه فوتبال پلیس ترو        |
| ۲۱    | هافبک     | Issawa Singthong                      | ۷ اکتبر ۱۹۸۰ (۲۳ سال)    |             | Bình Định                     |
| ۲۲    | دروازه‌بان | Punuwat Tangunurat                    | ۱۱ ژوئن ۱۹۸۰ (۲۴ سال)    |             | Krung Thai Bank FC            |
| ۲۳    | مهاجم     | Sutee Suksomkit                       | ۵ ژوئن ۱۹۸۰ (۲۴ سال)     |             | باشگاه فوتبال هوم یونایتد     |
| ۲۴    | مدافع     | Jetsada Jitsawad                      | ۵ آوریل ۱۹۸۰ (۲۴ سال)    |             | TTM Samut Sakhon              |
| ۲۵    | مدافع     | Tada Keelalay                         | ۴ آوریل ۱۹۸۴ (۲۰ سال)    |             | باشگاه فوتبال بانک بانکوک     |
| ۲۶    | مدافع     | Worachai Surinsirirat                 | ۲۶ مارس ۱۹۷۳ (۳۱ سال)    |             | باشگاه فوتبال پلیس ترو        |
| ۲۷    | هافبک     | Pichitphong Choeichiu                 | ۲۸ اوت ۱۹۸۲ (۲۱ سال)     |             | Krung Thai Bank FC            |
| ۲۸    | مدافع     | Nattaporn Phanrit                     | ۱۱ ژانویه ۱۹۸۲ (۲۲ سال)  |             | TTM Samut Sakhon              |
| ۲۹    | مهاجم     | Rangsan Viwatchaichok                 | ۲۲ ژانویه ۱۹۷۹ (۲۵ سال)  |             | باشگاه فوتبال بانک بانکوک     |
| ۳۰    | مدافع     | Supachai Komsilp                      | ۱۸ فوریه ۱۹۸۰ (۲۴ سال)   |             | Krung Thai Bank FC            |